# Riley County
Riley County je okres ve státě Kansas v USA. K roku 2010 zde žilo 71 115 obyvatel. Správním městem okresu je Manhattan. Celková rozloha okresu činí 1 611 km².